# Indelebile (Fasma)
Indelebile è un singolo del cantante italiano Fasma, pubblicato il 7 maggio 2021.

## Video musicale
Il videoclip del brano, diretto da Alessandro Mancini e Lorenzo Ambrogio, è stato pubblicato il 10 maggio 2021 sul canale YouTube del cantante.

## Tracce
1. Indelebile – 2:48 (Tiberio Fazioli, Luigi Zammarano)